# Myrmelastes
Myrmelastes – rodzaj ptaków z podrodziny chronek (Thamnophilinae) w rodzinie chronkowatych (Thamnophilidae).

## Zasięg występowania
Rodzaj obejmuje gatunki występujące w Ameryce Południowej.

## Morfologia
Długość ciała 14–19 cm; masa ciała 20–44 g.

## Systematyka

### Etymologia
- Myrmelastes: gr. μυρμηξ murmēx, μυρμηκος murmēkos „mrówka”; λαστης lastēs „rabuś, złodziej”[4].
- Schistocichla: późnołac. schistus „łupek”, od łac. lapis schistos „łupliwy kamień”, od gr. σχιστος skhistos „łupliwy”, od σχιζω skhizō „podzielić”; gr. κιχλη kikhlē  „drozd”[5]. Gatunek typowy: Percnostola leucostigma von Pelzeln, 1868.

### Podział systematyczny
Isler, Bravo i Brumfield (2013) uznali rodzaj Schistocichla za młodszy synonim rodzaju Myrmelastes. Oprócz gatunków tradycyjnie zaliczanych do rodzaju Schistocichla Isler, Bravo i Brumfield (2013) zaliczyli do rodzaju Myrmelastes także gatunek M. hyperythra wyodrębniony z rodzaju Myrmeciza. Do rodzaju należą następujące gatunki:
- Myrmelastes schistaceus (P.L. Sclater, 1858) – szaromrowik ciemny
- Myrmelastes caurensis (Hellmayr, 1906) – szaromrowik wenezuelski
- Myrmelastes saturatus (Salvin, 1885) – szaromrowik czarniawy
- Myrmelastes hyperythrus (P.L. Sclater, 1855) – szaromrowik ołowiany
- Myrmelastes rufifacies (Hellmayr, 1929) – szaromrowik brazylijski
- Myrmelastes brunneiceps (J.T. Zimmer, 1931) – szaromrowik inkaski
- Myrmelastes humaythae (Hellmayr, 1907) – szaromrowik amazoński
- Myrmelastes leucostigma (von Pelzeln, 1868) – szaromrowik plamkoskrzydły